# V Zali
V Zali je povest Ivana Tavčarja, v katere okvirno pripoved so v slogu Dekamerona vpletene štiri novele. Prva ima zgodovinsko tematiko in govori o kanoniku Amandu in obdobju protireformacije, druge tri pa imajo kmečko tematiko. Skupna misel knjige je: Ljubezen nam je vsem v pogubo, tako živali kakor človeku!
Povest je izšla v Ljubljanskem zvonu leta 1894.

## Dogajanje
Zgodba se začne z opisom narave v Zali, kako se prebuja iz zimskega spanja in vse vzcveti. Divji petelin začenja peti pesem o ljubezni, ne vedoč, da preži nanj lovec, ki ga hoče pokončati. Petelin, zatopljen v svoje petje, da bi privabil kokoši, ne opazi lovca. Ljubezen ga naredi »slepega«. Tukaj nam Tavčar omeni, da je ljubezen poguba divjemu petelinu, kakor tudi nam ljudem.
Meseca aprila se odpravijo kaplan Andrej, pobožen človek, Jernač, ki se rad pretepa in godrna, Tinče, pravičnega in dobrosrčnega značaja, ter Miha, ki je len in ga rad pije, na goro Zalo, da bi šli na lov na divjega petelina.  Miha, ki je tako len, mora nositi tovor, z vso jedačo in pijačo. Pritožuje se vedno spet, da si mora oddahniti, ostali pa naj gredo naprej. Hoče namreč pregledati prtljago in si privoščiti požirek žganja. Vendar ga ostali ne spustijo izpred oči, ker ga prav dobro poznajo. Začenja se mračiti in odločijo se postaviti tabor. Ob ognju začne pripovedovati gospod Andrej, kako je bilo v Zali pred okoli dvesto leti, ko je škof Hren zatiral luteranske pridigarje.

### Prva pripoved
Glavna oseba njegove pripovedi je brižinski nemški škof Amandus, ki je prišel v Zalo, skupaj s svojim služabnikom, da bi tukaj šel na lov. Njegovi lovski psi najdejo medveda, katerega poskuša Amandus usmrtiti, vendar pa ga le rani, tako da se lahko medved maščuje in hudo rani škofa. Neko dekle, z imenom Katarina, je priča tragediji in predlaga škofovim spremljevalcem, da ga odnesejo na njen dom, kateri ni daleč od tod. Torej nezavestnega Amandusa odnesejo na njen dom. Čez nekaj časa se ta prebudi in zagleda Katarino, z Dalmatinovo biblijo v roki. Tako kanonik izve, da pripadajo Katarina in njena družina protestantski veri, te vernike pa on preganja. Ko bratje in oče Katarine izvedo, da bolnik pozna njihovo skrivnost, ga poskušajo umoriti s tem, da ga s posteljo vred odnesejo ponoči ven na mraz, da bi zmrznil. Vendar mu pomaga dobrosrčna Katarina, ki se je zaljubila v kanonika. Tudi ta se zaveda, da ima občutke za mlado dekle, vendar jih zanika, saj je duhovnik. Hoče zapustiti hišo protestantov, čeprav mu zdravnik to prepove. Odloči se, da bo šel še enkrat na lov, preden umre. Še enkrat sreča istega medveda, vendar prej umre, preden lahko sproži pištolo. Umre torej na Zali ne da bi izdal skrivnost krive vere.

### Druga pripoved
Kot naslednji začne pripovedovati Jernač svojo lastno življenjsko zgodbo o ljubezni. Ko je bil še mlad je bil zaljubljen v Zalesnikovo Rezo. Nekoč pri maši, se je bahač Repnikov Tomaž vsedel zraven Reze, na žensko stran, kar ne bi smel. Po maši mu je ljubosumen Jernač zabrusil nekaj besed, nakar ga je Tomaž napadel in Jernač ga je pretepel. Po pretepu se je Jernač srečal z Rezo in ji odkril svoje občutke za njo. Ona je občutila enako in tako sta se strinjala, da je najbolje, da gre on v Ameriko za nekaj časa, da ne bi prišel v zapor. Ona pa mu je obljubila, da ga bo počakala, dokler se ne vrne. Nekaj let kasneje se je vrnil iz Amerike, misleč, da ga čaka njegova ljubica. Nihče ga ne prepozna, razen Repnikov Tomaž, ki si je kupil gostilno. Ta ga povabi na kozarček vina in mu pokaže svojo ženo, ki ni nihče druga kot Reza.

### Tretja pripoved
Nato je bil na vrsti Tinče s svojo pripovedjo. Ko je bil še otrok je odraščal pri Komarjevih, ker ga je mati zapustila, ko je bil še dojenček. Komarjevi so imeli sedem deklet in najbolje se je razumel z Lenko, saj sta bila v enakih letih. Začenjal je prihranjevati denar s pasenjem koz in ovc in si z osemindvajsetimi leti kupil kočo na nekem griču. Takrat se je Komarjev oče smrtno poškodoval pri delu. Lenka je tedaj hodila z Mihom Pečarjevim, ki jo je zapustil in odšel v Ameriko. Ker je bila Lenka zdaj čisto sama in jo je Tinče imel prav rad, jo je vzel za ženo. Po nekaj letih se je Miha vrnil in skupaj zbežal z Lenko spet v Ameriko. Ta je pustila Tinčetu doma samo hčerko, ki jo je imela skupaj z Miho, za katero je skrbel, kot za lastnega otroka. Po nekaj letih se Lenka  zanemarjena vrne domov. Tinče ji vse odpusti, kar mu je naredila. Poslednjič vidi še svojo hčerko in umre. Tudi ženinemu ljubimcu odpusti in mu zmeraj spet pomaga, saj je postal berač.

### Četrta pripoved
Še zadnji pa je na vrsti Miha, ki pa najprej noče pripovedovati, vendar ga prepričajo s kozarčkom vina. Miha je bil edini Brentačov sin, sin premožnega kmeta. Ljubil je Romovševo Polonico, ki je imela revne starše. Hotel jo je poročiti, vendar njegov oče tega ni dovolil in mu je sam poiskal nevesto: Jernejčevo Marušo. Tako sta se poročila in že kmalu je bil Miha sit svoje žene, saj mu je skozi nalagala delo in se pritoževala, da nimata dovolj denarja. Predlaga mu, da odputuje v Ameriko, da bo več zaslužil. In res gre v Ameriko, kjer trdo dela in pošilja venomer denar domov. Nekaj let kasneje se naveliča trdega dela in pride spet domov, kjer ugotovi, da ima svoja žena nekega hlapca, kot ljubimca. Tega zapodi iz svoje hiše nakar se z ženo začneta kregati. Od tistega dne naprej on pije, žena pa ga pretepa.
Zgodba se konča z lovom na divja petelina, katera dva ujamejo. Tako ugotovijo, da je ljubezen poguba za nas vse.